# Gomfoi
Gomfoi  este un oraș în Grecia în prefectura Trikala.